# Cryptus leucocheir
Cryptus leucocheir là một loài tò vò trong họ Ichneumonidae.